# Göran Hongell
Hans Göran Andreas Hongell (né le 6 septembre 1902 à Helsinki – mort le 27 juillet 1973 à Helsinki) est un maître verrier finlandais.

## Biographie
En 1922, il obtient un diplôme de peintre décorateur de l'École supérieure Aalto d'art, de design et d'architecture d'Helsinki.
Göran Hongell fonde alors une entreprise avec Gunnar Forsström où il réalise des affiches, des publicités et des peintures décoratives pour leurs clients.
Puis il travaille de plus en plus pour la verrerie de Karhula (qui deviendra A. Ahlström). 
Après la Seconde Guerre mondiale, il devient directeur artistique de tout le groupe Ahlström pour lequel il travaille jusqu'en 1957.

## Œuvres
Il obtient la médaille d'argent pour ses œuvres en verre à l'Exposition universelle de Paris en 1937 et la médaille d'or lors de la triennale de Milan de 1954.